# Alton (Iowa)
Alton è un centro abitato (city) degli Stati Uniti d'America della contea di Sioux nello Stato dell'Iowa. La popolazione era di 1,216 persone al censimento del 2010.

## Storia
Alton in origine si chiamava East Orange, e con quel nome venne progettata nel 1875 quando la ferrovia fu estesa fino a quell'area. East Orange divenne Alton nel 1882. Alton fu incorporata come città nel 1883.

## Geografia fisica
Alton è situata a 42°59′13″N 96°00′41″W (42.986906, -96.011314).
Secondo lo United States Census Bureau, ha un'area totale di 1,85 miglia quadrate (4,79 km²).

## Società

### Evoluzione demografica
Secondo il censimento del 2010, c'erano 1,216 persone.

### Etnie e minoranze straniere
Secondo il censimento del 2010, la composizione etnica della città era formata dal 95,9% di bianchi, lo 0,7% di afroamericani, lo 0,3% di nativi americani, lo 0,7% di asiatici, l'1,6% di altre etnie, e lo 0,8% di due o più etnie. Ispanici o latinos di qualunque etnia erano il 4,7% della popolazione.